# Trine Bramsen
Trine Bramsen, född 26 mars 1981 i Svendborg, Danmark, är en dansk socialdemokratisk politiker och tidigare försvarsminister (2019-2022) och transport- och jämställdhetsminister (under 2022) i Mette Frederiksens första regering. Bramsen har suttit i Folketinget sedan 2011, då hon blev vald in i Fyns storkrets.

## Bakgrund
Bramsen är dotter till folkskolelärarna Bo Steffen Madsen och Lene Bramsen Madsen. Hon gick på Svendborg gymnasium mellan 1997 och 2000 och tog HF-examen vid VUC Fyn från 2000 till 2001. Hon tog därefter en cand.scient.soc.-examen i offentlig administration och företagsstudier vid Roskilde Universitetscenter 2007.
Under sina ungdomsår arbetade hon i Føtex i Svendborg. Hon har även arbetat på Frit Forum, Danmarks Socialdemokratiske Ungdom, Københavns Universitet och Deloitte Business Consulting.

## Politisk karriär
Trine Bramsen var kandidat for Socialdemokratiet i Odense Vest-kretsen 2009. Hon blev vald vid Folketingsvalet 15 september 2011, där hon fick 8 464 röster, varav 4 497 personröster. Vid Folketingsvalet 2015 fick hon 8 337 personröster.
Innan hon blev försvarsmininster var hon Socialdemokratiets talesperson i rättsfrågor och mänskliga rättigheter. Hon har dessutom suttit i följande av Folketingets utskott:
europautskottet, rättsutskottet, utskottet för utlänningar och integrationspoltik, medborgarskapsutskottet och utskottet för forskning, innovation och vidare utbildning.
Under hennes tid som försvarsminister förekom det konflikter med försvarsledningen. Hon fick också kritik för att tillsammans med statsminister Mette Frederiksen ha gått på koncert samtidigt som talibanerna återerövrade Kabul och den danska ambassaden tvingades stänga medan dansk personal evakuerades.
I samband med regeringsombildningen den 4 februari 2022 lämnade hon posten som försvarsminister och blev istället transportminister efter Benny Engelbrecht.